# Stéphane Pignol
Stéphane Pignol (Aubagne, 3 de gener de 1977) és un exfutbolista professional francès, que jugava com a defensa.

## Trajectòria esportiva
La carrera de Pignol ha transcorregut a la lliga espanyola, on va començar a destacar a la SD Compostela, amb qui va debutar la temporada 97/98 a la màxima categoria. Després del descens del Compostela a la Segona B, va fitxar per la UD Almeria i el CD Numancia, on a tornar a Primera, tot sent titular amb els sorians. L'estiu del 2005 recala al Real Múrcia, amb qui aconsegueix un nou ascens a la màxima categoria. Tot i ser titular en Segona, Pignola no gaudeix de massa oportunitats a la Primera amb els murcians. El 2008 fitxa pel Reial Saragossa on hi jugà una temporada, fitxant la següent per la UD Las Palmas.